# Étienne-Augustin De Wailly
Pour les articles homonymes, voir Wailly (homonymie).
Étienne-Augustin De Wailly est un poète français né à Paris le 1er novembre 1770 et mort le 15 mai 1821.

## Biographie
Fils du grammairien Noël-François De Wailly (1724-1801), proviseur du lycée Napoléon, devenu le collège Henri-IV, il a traduit en vers trois livres des Odes d'Horace (Paris, 1817-1818, 3 part. in-18). Il a collaboré au Mercure de France (1802-1810). Il est également l'auteur d'un Dictionnaire des rimes (1812, in-8).